# AI AS50
AS50 là loại súng trường bán tự động hạng nặng do Anh sản xuất. AS50 có khả năng chiến đấu từ xa sử dụng loại đạn cùng cỡ với loại với Barrett M107 (12,7 x 99mm) nên có khả năng xuyên phá các mục tiêu có vật liệu bằng thép non hoặc các mục tiêu bằng bê tông mỏng ở cự ly 1500 mét trở lại. Trọng lượng của súng là 14,1 kg (chưa có đạn) và 14,6 kg(có đạn) cho nên tính cơ động của súng hầu như bằng không vì vậy nếu muốn phát huy hết tác dụng của súng thì cần chọn địa điểm xa sự hoạt động của địch để thực hiện công việc của súng.